# Kozma István (labdarúgó)
Kozma István (Pásztó, 1964. december 3. –) magyar válogatott labdarúgó, középpályás, edző. 1988-ban az év labdarúgója volt Magyarországon. Fia Kozma Dominik világbajnoki bronzérmes úszó.

## Pályafutása

### Klubcsapatban
Hetedik osztályos korában kezdett futballozni Ecsegen. Ezután került a Salgótarján utánpótlásába. 1981 áprilisában mutatkozott be az STC NB II-es csapatában. 1982 nyarán az Újpesti Dózsába igazolt. Itt 1983 augusztusában mutatkozott be az NB I-ben.
1988 őszén az UEFA kupában lejátszott Újpest-Bordeaux mérkőzéseken a francia csapat felfigyelt Kozmára. Decemberben a Bordeaux öt évre szerződtette Kozmát, akiért 800 000 dollárt fizettek az Újpestnek. A szerződés 1989 nyarától lépett életbe, de ekkor a Bordeaux a légiósai közül már nem tartott igényt Kozma játékára és augusztusban egy évre kölcsönadta a skót Dunfermline Athletic FC-nek. A Dunfermline éppen ekkor került fel az első osztályba, a Scottish Premier League-be. Kozma István győztes meccsen csatlakozott a csapathoz, és ez a győzelem a szerencsecsillagává vált. Szinte azonnal beilleszkedett a csapatba, csapattársaival, a vezetőséggel, a szurkolókkal egyaránt megtalálta a hangot. Később a skótok rekordösszegért, 550 000 fontért megvásárolták. Ezzel a mai napig ő a skót klub legdrágább játékosa. Skóciában nagyon megszerették, beválasztották a Hírességek Csarnokába, a mai napig szívesen emlegetik. 1989-ben az év játékosa lett és még a skót ligaválogatottba is beválasztották. 1992 januárjában 300 000 fontért megvásárolta a Liverpool. 1993 nyarán Újpestre igazolt. 1995-ben Kiprich Józseffel és Kovács Kálmánnal együtt a ciprusi APÓEL játékosa lett. 1997-ben három évre Újpestre szerződött. 1999 februárjában az Újpest pénzhiányra hivatkozva felbontotta a szerződést és Kozma szabadon igazolhatóvá vált. Néhány nap múlva féléves szerződést kötött a Videotonnal. A szezon után a Tatabánya játékosa lett. 2000 januárjában másfélévre ismét az Újpesthez igazolt. 2001 nyarán az osztrák Ostbahn XI játékosa lett. 2002 nyarán leigazolta a Budafok. 2003 júliusában a Rojik FC játékosedzője lett.

### A válogatottban
1986 és 1995 között 40 alkalommal szerepelt a válogatottban és egy gólt szerzett. Hatszoros olimpiai válogatott (1986–87), négyszeres ifjúsági válogatott (1982–83), tízszeres utánpótlás válogatott (1983–86), 11-szeres egyéb válogatott (1986–89).

### Edzőként
2003 júliusában a Rojik FC játékosedzője lett. 2004-től 2006-ig a Vasas junior, majd 2006-tól Mészöly Géza mellett pályaedzője volt. 2013 májusában az Újpest vezetőedzője lett Marc Lelièvre-rel közösen, mivel a belga edzőnek nem volt megfelelő képesítése.

## Sikerei, díjai
- Magyar bajnokság
  - bajnok: 1997–98
  - 2.: 1986–87, 1994–95
  - 3.: 1987–88, 1998–99
- Magyar kupa (MNK)
  - győztes: 1987
- Angol kupa
  - győztes: 1992
- Ciprusi bajnokság
  - bajnok: 1995-96
- Ciprusi kupa
  - győztes: 1996, 1997
- Kupagyőztesek Európa-kupája (KEK)
  - negyeddöntős: 1983–84

Edzői statisztika
| Csapat | –tól             | –ig               | Statisztika | Statisztika | Statisztika | Statisztika | Statisztika | Statisztika | Statisztika | Statisztika |
| Csapat | –tól             | –ig               | M           | GY          | D           | V           | RG          | KG          | GK          | GY %        |
| ------ | ---------------- | ----------------- | ----------- | ----------- | ----------- | ----------- | ----------- | ----------- | ----------- | ----------- |
| Újpest | 2013. július 27. | 2013. október 20. | 11          | 2           | 4           | 5           | 16          | 19          | –3          | 18,2%       |

 Az Újpestnél Marc Lelièvre-vel közösen volt edző.

## Statisztika

### Mérkőzései a válogatottban
| Magyarország | Magyarország         | Magyarország                           | Magyarország  | Magyarország | Magyarország   | Magyarország | Magyarország | Magyarország |
| #            | Dátum                | Helyszín                               | Hazai         | Eredmény     | Vendég         | Kiírás       | Gólok        | Esemény      |
| ------------ | -------------------- | -------------------------------------- | ------------- | ------------ | -------------- | ------------ | ------------ | ------------ |
| 1.           | 1986. szeptember 9.  | Oslo, Ullevaal Stadion                 | Norvégia      | 0 – 0        | Magyarország   | barátságos   | -            | 57'          |
| 2.           | 1988. március 26.    | Brüsszel, Heysel Stadion               | Belgium       | 3 – 0        | Magyarország   | barátságos   | -            |              |
| 3.           | 1988. április 27.    | Budapest, Népstadion                   | Magyarország  | 0 – 0        | Anglia         | barátságos   | -            |              |
| 4.           | 1988. május 4.       | Budapest, Népstadion                   | Magyarország  | 3 – 0        | Izland         | barátságos   | -            |              |
| 5.           | 1988. május 10.      | Budapest, Népstadion                   | Magyarország  | 2 – 2        | Dánia          | barátságos   | -            |              |
| 6.           | 1988. május 17.      | Budapest, Népstadion                   | Magyarország  | 0 – 4        | Ausztria       | barátságos   | -            | 67'          |
| 7.           | 1988. augusztus 31.  | Linz, Linzer Stadion                   | Ausztria      | 0 – 0        | Magyarország   | barátságos   | -            |              |
| 8.           | 1988. szeptember 21. | Reykjavík, Laugardarsvöllur            | Izland        | 0 – 3        | Magyarország   | barátságos   | -            |              |
| 9.           | 1988. október 19.    | Budapest, Népstadion                   | Magyarország  | 1 – 0        | Észak-Írország | vb-selejtező | -            |              |
| 10.          | 1988. november 15.   | Pireusz, Karaiszkákisz Stadion         | Görögország   | 3 – 0        | Magyarország   | barátságos   | -            |              |
| 11.          | 1988. december 11.   | Ta’ Qali                               | Málta         | 2 – 2        | Magyarország   | vb-selejtező | -            |              |
| 12.          | 1989. március 8.     | Budapest, Népstadion                   | Magyarország  | 0 – 0        | Írország       | vb-selejtező | -            |              |
| 13.          | 1989. április 4.     | Budapest, Népstadion                   | Magyarország  | 3 – 0        | Svájc          | barátságos   | -            |              |
| 14.          | 1989. április 12.    | Budapest, Népstadion                   | Magyarország  | 1 – 1        | Málta          | vb-selejtező | -            | 75'          |
| 15.          | 1989. április 26.    | Taranto, Jacovone Stadion              | Olaszország   | 4 – 0        | Magyarország   | barátságos   | -            |              |
| 16.          | 1989. június 4.      | Dublin, Landsdowne Road                | Írország      | 2 – 0        | Magyarország   | vb-selejtező | -            |              |
| 17.          | 1989. október 11.    | Budapest, Népstadion                   | Magyarország  | 2 – 2        | Spanyolország  | vb-selejtező | -            | 46'          |
| 18.          | 1989. október 25.    | Budapest, Népstadion                   | Magyarország  | 1 – 1        | Görögország    | barátságos   | -            |              |
| 19.          | 1989. november 15.   | Sevilla, Ramón Sánchez Pizjuan Stadion | Spanyolország | 4 – 0        | Magyarország   | vb-selejtező | -            |              |
| 20.          | 1990. szeptember 5.  | Budapest, Megyeri úti Stadion          | Magyarország  | 4 – 1        | Törökország    | barátságos   | 1            | 5' 66'       |
| 21.          | 1990. szeptember 12. | London, Wembley Stadion                | Anglia        | 1 – 0        | Magyarország   | barátságos   | -            |              |
| 22.          | 1990. október 10.    | Bergen, Brann Stadion                  | Norvégia      | 0 – 0        | Magyarország   | Eb-selejtező | -            |              |
| 23.          | 1990. október 17.    | Budapest, Népstadion                   | Magyarország  | 1 – 1        | Olaszország    | Eb-selejtező | -            | 87'          |
| 24.          | 1990. október 31.    | Budapest, Hungária körúti Stadion      | Magyarország  | 4 – 2        | Ciprus         | Eb-selejtező | -            | 56'          |
| 25.          | 1991. április 17.    | Budapest, Népstadion                   | Magyarország  | 0 – 1        | Szovjetunió    | Eb-selejtező | -            | 63'          |
| 26.          | 1991. május 1.       | Salerno, Arechi Stadion                | Olaszország   | 3 – 1        | Magyarország   | Eb-selejtező | -            | 34'          |
| 27.          | 1991. szeptember 11. | Győr, Rába ETO Stadion                 | Magyarország  | 1 – 2        | Írország       | barátságos   | -            |              |
| 28.          | 1991. szeptember 25. | Moszkva, Luzsnyiki Stadion             | Szovjetunió   | 2 – 2        | Magyarország   | Eb-selejtező | -            | 59'          |
| 29.          | 1991. október 9.     | Székesfehérvár, Sóstói Stadion         | Magyarország  | 0 – 2        | Belgium        | barátságos   | -            | 46'          |
| 30.          | 1994. május 4.       | Krakkó                                 | Lengyelország | 3 – 2        | Magyarország   | barátságos   | -            |              |
| 31.          | 1994. szeptember 7.  | Budapest, Népstadion                   | Magyarország  | 2 – 2        | Törökország    | Eb-selejtező | -            |              |
| 32.          | 1994. október 12.    | Budapest, Népstadion                   | Magyarország  | 0 – 0        | Németország    | barátságos   | -            |              |
| 33.          | 1994. november 16.   | Stockholm, Råsunda Stadion             | Svédország    | 2 – 0        | Magyarország   | Eb-selejtező | -            |              |
| 34.          | 1994. december 14.   | Mexikóváros, Azték-stadion             | Mexikó        | 5 – 1        | Magyarország   | barátságos   | -            |              |
| 35.          | 1995. március 8.     | Budapest, Fáy utcai Stadion            | Magyarország  | 3 – 1        | Lettország     | barátságos   | -            | 88'          |
| 36.          | 1995. március 29.    | Budapest, Népstadion                   | Magyarország  | 2 – 2        | Svájc          | Eb-selejtező | -            |              |
| 37.          | 1995. április 26.    | Budapest, Népstadion                   | Magyarország  | 1 – 0        | Svédország     | Eb-selejtező | -            |              |
| 38.          | 1995. június 11.     | Reykjavík                              | Izland        | 2 – 1        | Magyarország   | Eb-selejtező | -            |              |
| 39.          | 1995. augusztus 16.  | Siófok                                 | Magyarország  | 0 – 2        | Izrael         | barátságos   | -            |              |
| 40.          | 1995. szeptember 6.  | Isztambul                              | Törökország   | 2 – 0        | Magyarország   | Eb-selejtező | -            |              |
|              | Összesen             |                                        |               | 40           | mérkőzés       |              | 1            | gól          |